# Proletarização

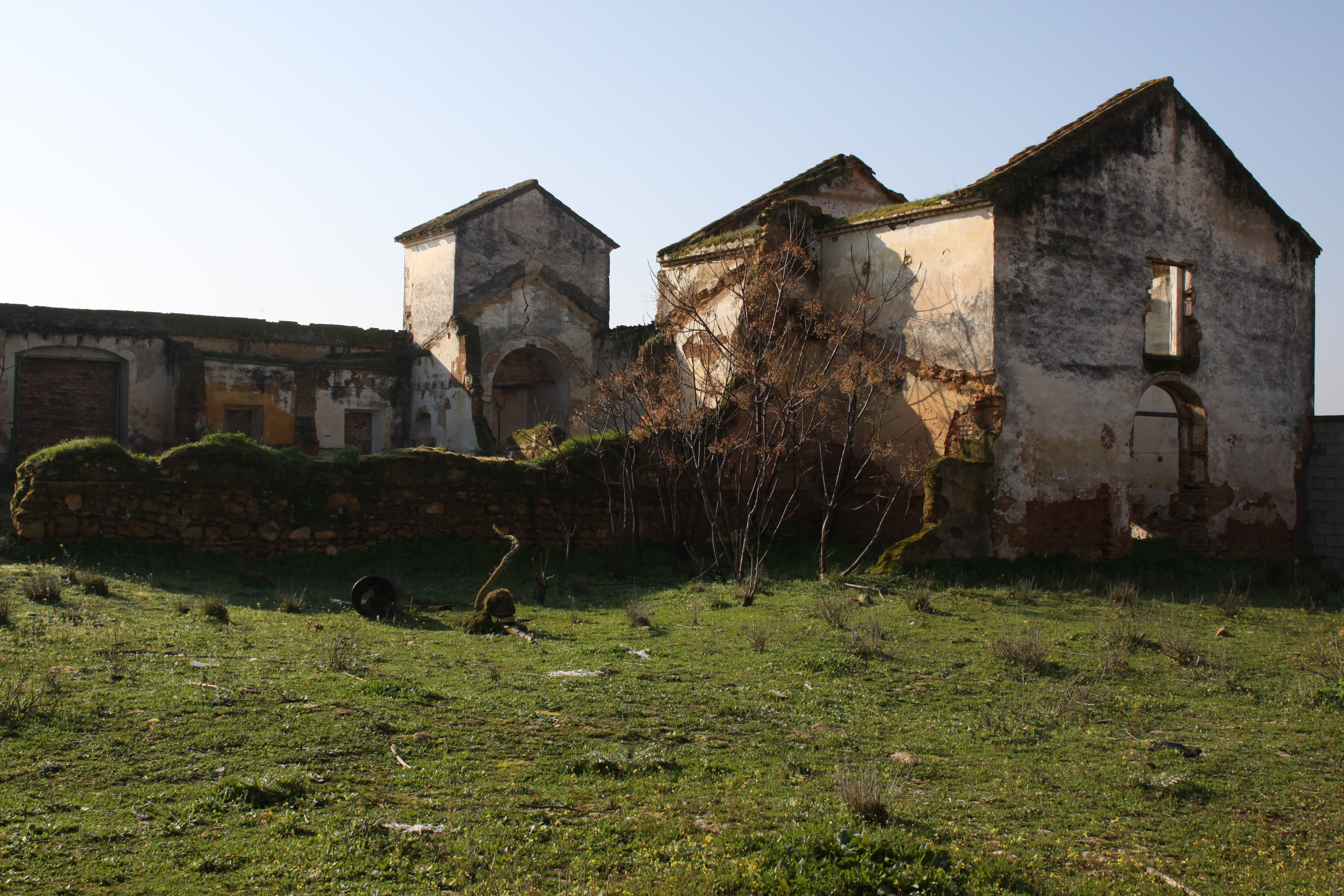
O êxodo rural tem sido um dos processos paralelos à proletarização durante a Revolução Industrial, na que comunidades de pequenos proprietários autossuficentes emigraram em massa às cidades em procura de trabalho assalariado. Hoje em dia, a deslocalização industrial gera processos semelhantes em países em vias de desenvolvimento.

A proletarização refere-se ao processo social pelo qual pessoas auto-empregadas ou empregadoras (e inclusive desempregadas que não precisavam trabalhar) passam a ser mão de obra assalariada por parte de um empregador. Para a teoria marxista, a proletarização tem sido uma das formas mais importantes de mobilidade social descendente.

## Conceito marxista
Para Marx, o processo de proletarização era uma das caras da acumulação de capital. O crescimento do capital implicava um crescimento da classe operária. A expansão dos mercados capitalistas precisava de um processo de acumulação primitiva e privatização, que transferia a cada vez mais bens a mãos privadas, concentrando a riqueza numas poucas pessoas. Desta maneira, cada vez uma maior percentagem da população foi dependendo de um trabalho assalariado, vendendo sua força de trabalho a um empregador por um salário ao carecer de outros bens que permitissem a sobrevivência.